# Люсьєн Жассерон
Люсьєн Жассерон (фр. Lucien Jasseron, 29 грудня 1913, Оран — 15 листопада 1999, Страсбург) — французький футболіст, що грав на позиції півзахисника, зокрема, за клуби «Гавр» та «Расінг» (Париж), а також національну збірну Франції. По завершенні ігрової кар'єри — тренер.
Володар Кубка Франції. Дворазовий володар Кубка Франції (як тренер). Володар Суперкубка Франції (як тренер).

## Клубна кар'єра
У футболі дебютував виступами за команду «Батна».
Своєю грою за цю команду привернув увагу представників тренерського штабу клубу «Алжир», до складу якого приєднався згодом.
1936 року уклав контракт з клубом «Гавр», у складі якого провів наступні чотири роки своєї кар'єри гравця.
1944 року перейшов до клубу «Расінг» (Париж), за який відіграв 2 сезони. Завершив професійну кар'єру футболіста виступами за команду «Алжир» у 1949 році.

## Виступи за збірну
1945 року дебютував в офіційних матчах у складі національної збірної Франції. Протягом кар'єри у національній команді провів у її формі 2 матчі.
Був присутній в заявці збірної на чемпіонаті світу 1938 року у Франції, але на поле не виходив.

## Кар'єра тренера
Розпочав тренерську кар'єру, повернувшись до футболу після тривалої перерви, 1957 року, очоливши тренерський штаб клубу «Гавр».
1962 року став головним тренером команди «Ліон», тренував команду з Ліона чотири роки.
Згодом протягом 1966–1969 років очолював тренерський штаб клубу «Бастія».
Останнім місцем тренерської роботи був клуб «Вільфранш», головним тренером команди якого Люсьєн Жассерон був з 1980 по 1981 рік.
Помер 15 листопада 1999 року на 86-му році життя у місті Страсбург.

## Титули і досягнення

### Як гравця
- Володар Кубка Франції (1):

«Расінг» (Париж): 1944-1945

### Як тренера
- Володар Кубка Франції (2):

«Гавр»: 1958-1959
«Ліон»: 1963-1964
- Володар Суперкубка Франції (1):

«Гавр»: 1959